# Артур (Вісконсин)
Артур (англ. Arthur) — місто (англ. town) в США, в окрузі Чиппева штату Вісконсин. Населення — 771 особа (2020).

## Демографія
Згідно з переписом 2010 року, у місті мешкало 759 осіб у 278 домогосподарствах у складі 209 родин. Було 311 помешкання
Расовий склад населення:
| - 96,7 % — білих - 0,4 % — корінних американців - 0,3 % — чорних або афроамериканців - 0,1 % — азіатів - 1,8 % — осіб інших рас |

До двох чи більше рас належало 0,7 %. Частка іспаномовних становила 2,6 % від усіх жителів.
За віковим діапазоном населення розподілялося таким чином: 26,4 % — особи молодші 18 років, 62,5 % — особи у віці 18—64 років, 11,1 % — особи у віці 65 років та старші. Медіана віку мешканця становила 40,5 року. На 100 осіб жіночої статі у місті припадало 120,6 чоловіків;  на 100 жінок у віці від 18 років та старших — 126,3 чоловіків також старших 18 років.
Середній дохід на одне домашнє господарство  становив 70 633 долари США (медіана — 60 500), а середній дохід на одну сім'ю — 71 290 доларів (медіана — 64 306). Медіана доходів становила 42 727 доларів для чоловіків та 35 000 доларів для жінок. За межею бідності перебувало 22,7 % осіб, у тому числі 39,9 % дітей у віці до 18 років та 2,1 % осіб у віці 65 років та старших.
Цивільне працевлаштоване населення становило 397 осіб. Основні галузі зайнятості: виробництво — 18,6 %, освіта, охорона здоров'я та соціальна допомога — 18,4 %, сільське господарство, лісництво, риболовля — 13,6 %, роздрібна торгівля — 11,3 %.